# 沙汗
沙汗（Shah Khan，？—1565年），是吐鲁番汗国第三任可汗，伊斯兰教尊号速檀（苏丹）。速檀满速儿的儿子。其父死后，他继承汗位，已经不能控制叔叔赛德建立的叶尔羌汗国，当时，瓦剌人屡犯边境，沙汗长期与瓦剌作战。最终于1565年战死沙场。沙汗堂弟马速王子自立为汗。
| 前任： 速檀满速儿 | 吐鲁番汗国速檀 1544年—1565年 | 繼任： 马速 |